# Tour de la Charente Limousine
Le Tour de la Charente Limousine est une course cycliste qui se déroule au début du mois d'avril vers Lessac, dans le département de la Charente. Cette épreuve est organisée par le club de l'UA La Rochefoucauld,. Elle fait partie du calendrier national de la Fédération française de cyclisme. 

## Palmarès
| Année     | Vainqueur           | Deuxième           | Troisième           |              |
| --------- | ------------------- | ------------------ | ------------------- | ------------ |
| 2017      | Théo Vimpère        | Mickaël Guichard   | Pierre Bonnet       |              |
| 2018      | Alexandre Delétang  | Mickaël Larpe      | Stefan Bennett      |              |
| 2019      | Maxime Urruty       | Dorian Foulon      | Alexis Diligeart    |              |
| 2020-2021 | Pas organisé        | Pas organisé       | Pas organisé        | Pas organisé |
| 2022      | Titouan Margueritat | Luca De Vincenzi   | Damian Wild         |              |
| 2023      | Adam Mitchell       | Lucas Bénéteau     | Maximillien Provost |              |
| 2024      | Titouan Margueritat | Morgann Françon    | Ben Chilton         |              |
| 2025      | Louis Hardouin      | Mathias Sanlaville | Guillaume Bagou     |              |